# Dacia 1300
Dacia 1300 är en bilmodell från den rumänska biltillverkaren Dacia. Den är baserad på Renault 12 och tillverkades på licens. Produktionsåren var 1969–2004, och den gjordes i 1 959 730 exemplar. Sista bilen, sedanversionen, rullade ut ur fabriken i Mioveni, södra Rumänien, en månad innan modellen skulle firat sitt 35-årsjubileum. Den kan ses som en rumänsk folkbil.

## Historia

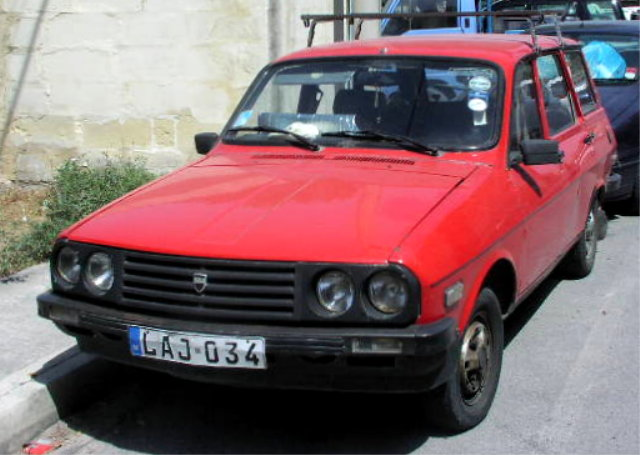
Dacia 1310 Kombi

Dacia 1300 baserades på Renault 12. Den såldes även till andra länder i forna Östeuropa, exportversionen kallades för Dacia Denem. Den fanns i flera olika versioner och moderniserades i olika omgångar genom åren, men nådde endast den lägre miljöstandarden Euro2. Modellen hade inte någon större komfort, men den hade relativt låg bränsleförbrukning och var lätt att underhålla.
1979 uppdaterades modellen som Dacia 1310 och påföljande år kom en kombiversion och en skåpversion. 1983 följde en facelift på samtliga modeller. Samma år kom även 1410 Sport, en coupéversion. En pickup-version introducerades 1985 (Dacia Gamma) och en hatchbackversion följde 1987 under namnet Dacia 1320. 1989 följde ytterligare en generation av Dacia 1310 med mindre ändringar, bland annat nya strålkastare. Den sista varianten av 1310 lanserades 1998 och tillverkades fram till 2004.

## Versioner i urval
- Dacia 1301 tillverkades 1970–1974.
- Dacia 1310 tillverkades 1979–2004 i olika versioner och under olika modellnamn, bland dem Dacia Sport 1310 Coupe (1983–1992) och Dacia 1310 Estate.

## Galleri

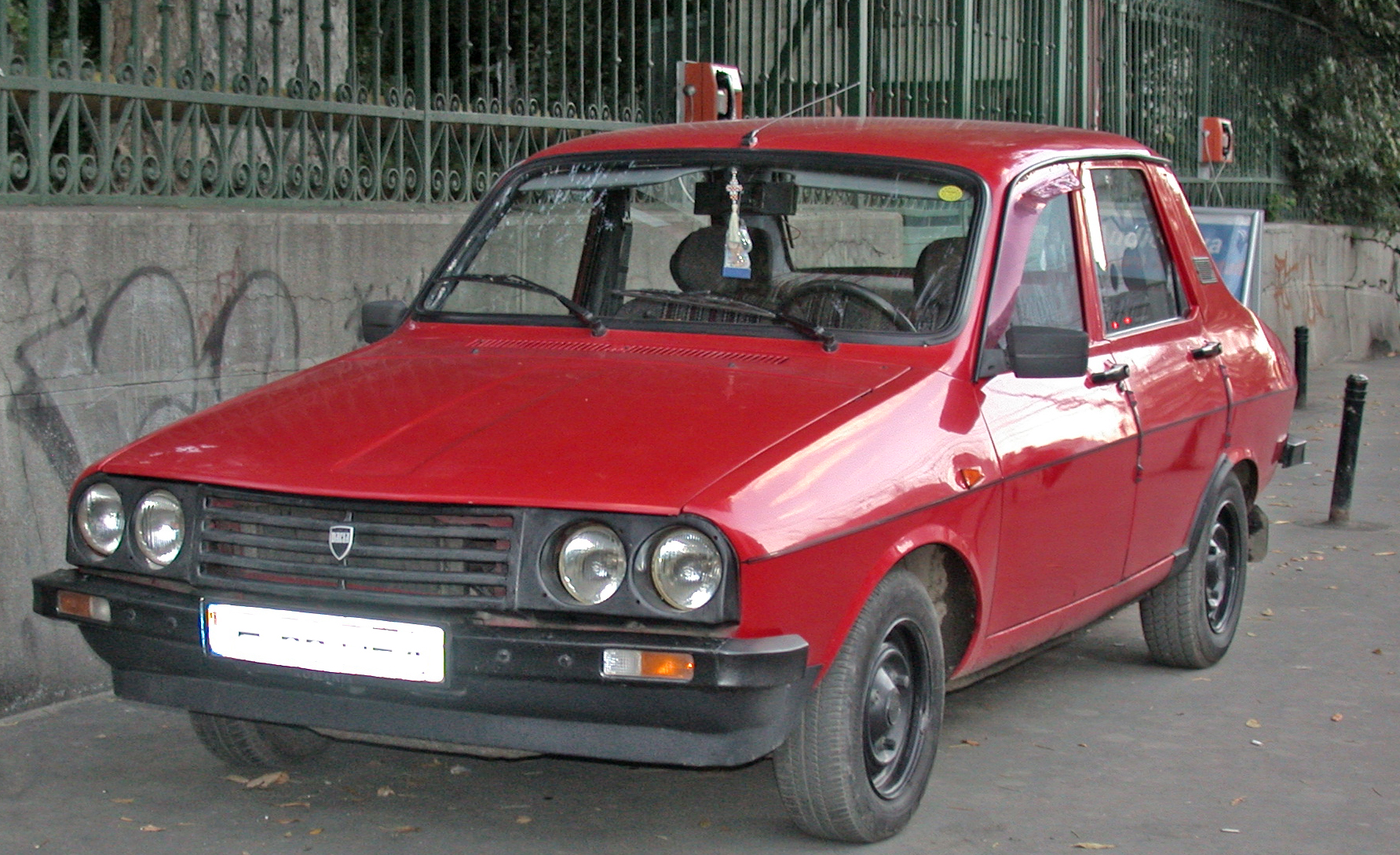
Dacia 1310 Sedan
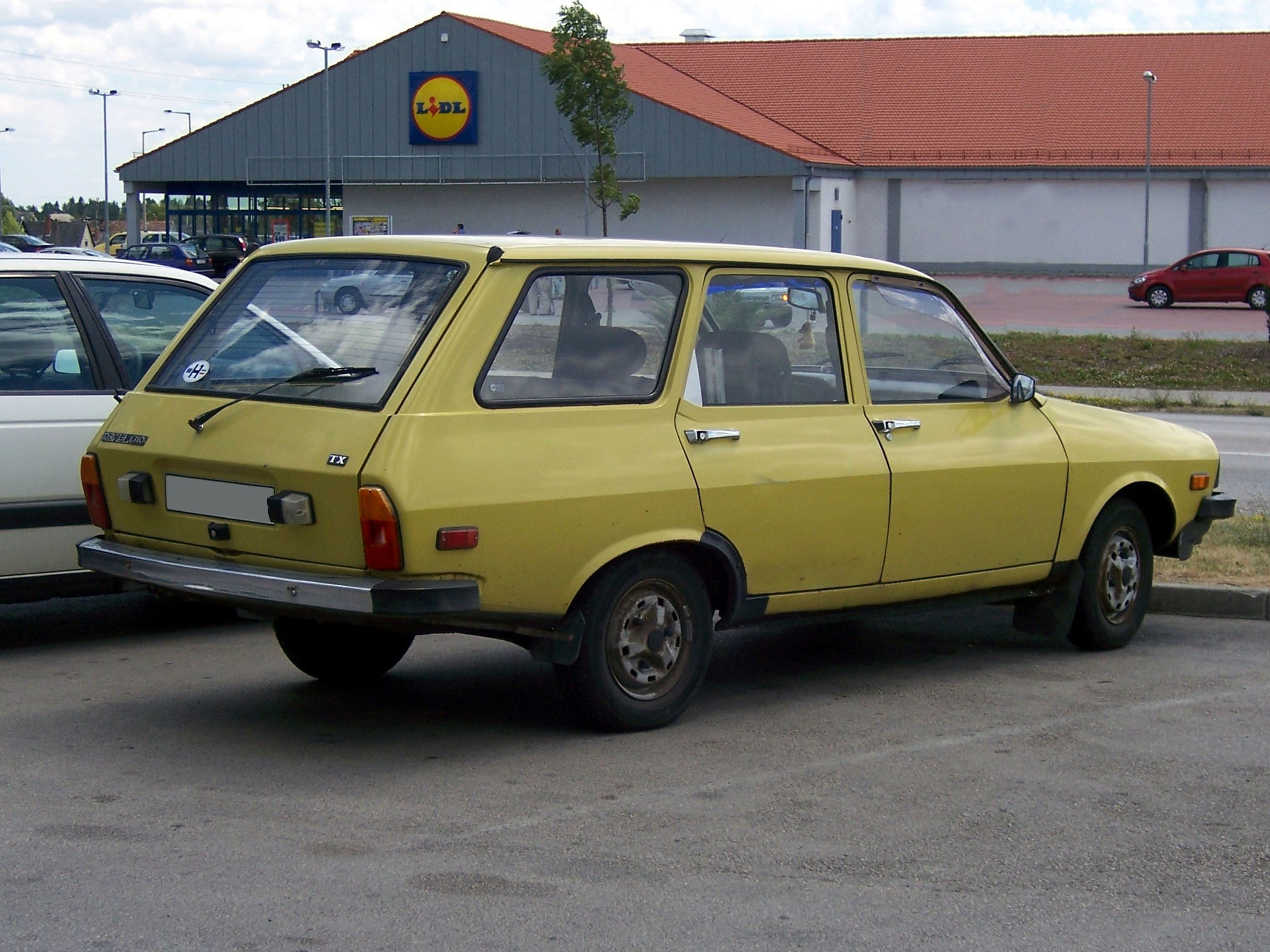
Dacia 1310 Kombi
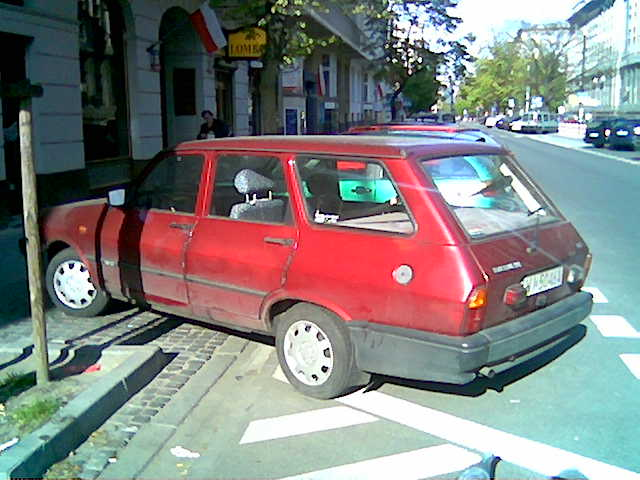
Dacia 1310 Kombi (1990−1996)
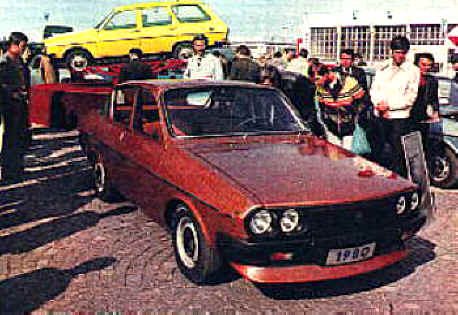
Dacia Sport Coupé
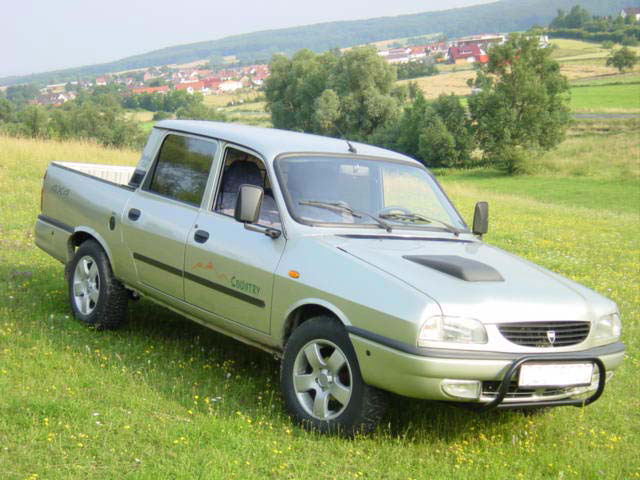
Dacia Pick-Up 4×4